# Maya Piratinskaya
Maya Piratinskaya –en ruso, Майя Пиратинская– (Sverdlovsk, URSS, 6 de abril de 1977) es una deportista rusa que compitió en escalada, especialista en la prueba de velocidad.
Ganó una medalla de plata en el Campeonato Mundial de Escalada de 2001 y una medalla de bronce en el Campeonato Europeo de Escalada de 2004.

## Palmarés internacional
| Campeonato Mundial | Campeonato Mundial | Campeonato Mundial | Campeonato Mundial |
| Año                | Lugar              | Medalla            | Prueba             |
| ------------------ | ------------------ | ------------------ | ------------------ |
| 2001               | Winterthur (Suiza) | Medalla de plata   | Velocidad          |
| Campeonato Europeo |                    |                    |                    |
| Año                | Lugar              | Medalla            | Prueba             |
| 2004               | Lecco (Italia)     | Medalla de bronce  | Velocidad          |